# 美渓区
美渓区（びけい-く）は中華人民共和国黒竜江省伊春市にかつて存在した区。区内には西鋼集団の鉱山を有する。

## 行政区画
1街道を管轄：
- 街道弁事処：美渓街道

## 交通

### 鉄道
- 中国鉄路総公司
  - 南烏線

（南岔方面）- 美渓駅 -（伊春方面）